# کاویستراو
کاویستراو (به لاتین: Cavistrau) یک کوه در سوئیس است که در کانتون گراوبوندن واقع شده‌است. کاویستراو ۳٬۲۵۱ متر بالاتر از سطح دریا واقع شده‌است.